# 군기훈련
군기훈련은 군대에서 잘못을 저질렀거나 군대 생활수칙을 위반했을 경우 흐트러진 군기를 바로잡기 위해 상급자가 하급자에게 선임이 신체적 또는 육체적으로 고통을 주는 체벌행위이다. 흔히 얼차려나 기합, 한따까리로도 불리며 2020년 6월부터 육군 규정에서는 얼차려라는 단어는 군기훈련으로 변경되었다. 군기훈련을 주는 시간과 횟수까지 다 정해져 있으며 옛날에는 가혹행위에 가까웠다.

## 종류
- 팔굽혀펴기
- 앉았다 일어서기
- 윗몸일으키기
- 쪼그려뛰기
- PT 체조
- 삽질하고 되메우기
- 완전군장 뜀걸음
- 단독군장 뜀걸음
- 반성문 작성
- 특정지역 청소
- 순환식 체력단련
- 참선

## 같이 보기
- 체벌
- 팔굽혀펴기